# 栗色仙须虫
栗色仙须虫（学名：Nereiphylla castanea）为叶须虫科仙须虫属的动物。分布于鄂霍次克海、日本海、印度、斯里兰卡、澳大利亚、新西兰、加利福尼亚、波斯湾、红海、加拉帕果斯群岛，包括渤海、黄海、东海、南海等海域，属于亚热带、热带广布种。其主要栖息于岩相潮间带牡蛎壳下和潮下带浅海区。